# تپه پی اته
تپه پی اته مربوط به دوره ساسانیان است و در شهرستان خرم‌آباد، بخش دوره چگنی، دهستان تشکن، ۳۵۰ متری غرب روستای دوش برآفتاب واقع شده و این اثر در تاریخ ۲۲ اسفند ۱۳۸۵ با شمارهٔ ثبت ۱۸۲۲۴ به‌عنوان یکی از آثار ملی ایران به ثبت رسیده است.